# Dante Bernini
Dante Bernini (Viterbo, 20 aprile 1922 – Viterbo, 27 settembre 2019) è stato un vescovo cattolico italiano.

## Biografia
Nato a Viterbo in località La Quercia, conosciuta per l'omonimo santuario mariano, è ordinato sacerdote il 12 agosto 1945.
Dopo l'incontro tenutosi l'11 aprile 1969 nel convento del Divino Maestro ad Ariccia, insieme ad Alberto Ablondi prese regolarmente parte ai lavori per il dialogo ecumenico fra Chiesa e Massoneria.
Nominato vescovo ausiliare della sede suburbicaria di Albano, titolare di Assidona il 30 ottobre 1971, riceve l'ordinazione episcopale l'8 dicembre 1971 dal vescovo di Viterbo Luigi Boccadoro.
Promosso alle sedi suburbicarie di Velletri e Segni il 10 luglio 1975, l'8 aprile è trasferito alla sede di Albano: mantiene la carica fino al 13 novembre 1999, quando per raggiunti limiti d'età assume il titolo di vescovo emerito della stessa sede albanense.
Il 13 aprile 2015, nell'anniversario della promulgazione della enciclica Pacem in Terris, è stata realizzata in suo onore a Viterbo una "Giornata per la pace".
È deceduto a La Quercia il 27 settembre 2019.

## Altri incarichi
È stato presidente della Commissione giustizia e pace della Conferenza Episcopale Italiana e vicepresidente della Commissione delle conferenze episcopali della Comunità Europea.

## Genealogia episcopale
La genealogia episcopale è:
- Cardinale Scipione Rebiba
- Cardinale Giulio Antonio Santori
- Cardinale Girolamo Bernerio, O.P.
- Arcivescovo Galeazzo Sanvitale
- Cardinale Ludovico Ludovisi
- Cardinale Luigi Caetani
- Cardinale Ulderico Carpegna
- Cardinale Paluzzo Paluzzi Altieri degli Albertoni
- Papa Benedetto XIII
- Papa Benedetto XIV
- Papa Clemente XIII
- Cardinale Marcantonio Colonna
- Cardinale Giacinto Sigismondo Gerdil, B.
- Cardinale Giulio Maria della Somaglia
- Cardinale Carlo Odescalchi, S.I.
- Cardinale Costantino Patrizi Naro
- Vescovo Emiliano Manacorda
- Vescovo Giovanni Andrea Masera
- Vescovo Albino Pella
- Vescovo Umberto Ugliengo
- Vescovo Agostino Rousset
- Vescovo Luigi Boccadoro
- Vescovo Dante Bernini

## Opere
- D. Bernini, C. Strinati, A. Lo Bianco, M. P. D'Orazio, Capolavori da salvare, inserto ad Art Dossier anno I n° 6 (ottobre 1986).[4]